# Narodni park Kirthar
Narodni park Kirthar leži v gorovju Kirthar v okrožju Džamshoro v Sindu v Pakistanu. Ustanovili so ga leta 1974 in obsega več kot 3087 km², zaradi česar je tretji največji narodni park v Pakistanu. Divje živali v parku so leopard, progasta hijena, indijski volk, medarski jazbec, urial, gazela činkara in redki sindski kozorog. Indijska antilopa se hrani v ograjenih prostorih za projekt ponovne uvedbe.
V parku je skupaj 33 vrst živali, med njimi naslednji sesalci:
- indijska puščavska mačka (Felis lybica ornata)
- karakal (Caracal caracal caracal)
- indijski volk (Canis lupus pallipes)
- evrazijski šakal (Canis aureus persica)
- belonoga lisica (Vulpes vulpes pusilla)
- progasta hijena (Hyaena hyaena hyaena)
- indijski sivi mungo (Urva edwardsii edwardsii)
- medarski jazbec (Mellivora capensis indica)
- kairska bodičasta miška (Acomys cahirinus)
- mehkodlaka podgana peščene barve (Millardia gleadowi)
- indijska podgana (Golunda ellioti)
- sindski netopir (Rhyneptesicus nasutus)
- sindski kozorog (Capra aegagrus blythi)
- urial (Ovis vignei blanfordi)
- činkara (Gazella bennettii fuscifrons)
- indijska antilopa (ponovno uvedena) (Antilope cervicapra)
- arabski volk (Canis lupus arabs)
- indijski luskavec (Manis crassicaudata
- džungelska mačka (Felis chaus)
- indijski jež (Paraechinus micropus)
- Brandtov jež (Paraechinus hypomelas)
- indijski čobasti ježek (Hystrix indica)

V narodnem parku Kirthar je bilo zabeleženih najmanj 147 vrst ptic. Vrste, ki jih najdemo v parku, so: brkati ser (zimski selivec), kragulji orel, roparski orel, planinski orel, beloglavi jastreb, egiptovski jastreb, rjavi jastreb, Falco jugger, rdečevrati sokol, postovka, venčasta stepska kokoška (pterocles coronatus), Chlamydotis macqueenii, jerebica, perzijska peščena jerebica (Ammoperdix griseogularis), belorepa priba (Vanellus leucurus), kostanjeva stepska kokoška (pterocles exustus), grahasta stepska kokoška (pterocles lichtensteinii), naslikani jereb (Pterocles indicus), bengalska sova (Bubo bengalensis), sindska žolna (Dendrocopos assimilis), hipokolius (Hypocolius ampelinus), humov pšenični uar (Oenanthe albonigra), dolgokljuna cipa (Anthus similis), čobasti strnad (Emberiza lathami), puščavski škrjanec (Ammomanes deserti), smrdokavra in Indijski srebrnokljunček (euodice malabarica).
- Izvir v narodnem parku Kirthar
- Divje koze v NP
- Indijska gazela v parku
- Divje koze
- Pohodniška skupina v NP
- Jezero
- Pokrajina
- Ranikot

## Vir
- Shackleton, D., M. (ed.) and the IUCN/SSC Caprinae Specialist Group, 1997. Wild Sheep and Goats and their Relatives. Status Survey and Conservation Action Plan for Caprinae. IUCN, Gland, Switzerland and Cambridge, UK.